# 周羿霖
周羿霖（1992年9月18日—）是一位中国女子游泳队运动员。

## 生平
1992年出生于河北省保定市，2011年全国游泳冠军赛冠军。周羿霖师从刘海涛教练，擅长蝶泳和短距离自由泳，在2016年里约奥运会200米蝶泳比赛中进入了决赛。2017年9月14日，在第十三届全国学生运动会游泳比赛（大学组）女子200米蝶泳决赛中，以2分17秒53封后。